# Ког (Ормож)
Ког (словен. Kog) — поселення в общині Ормож, Подравський регіон‎, Словенія.